# 황석우
황석우(黃錫禹, 1895년 ~ 1959년)는 대한민국의 시인이다. 호는 상아탑이며, 서울에서 출생하였다. 일본 와세다 대학 정치경제과를 졸업하였으며, 1920년에 김억, 남궁벽, 오상순, 염상섭 등과 함께 문학지 《폐허》의 동인이 되어 상징주의 시 운동의 선구적인 역할을 하였다. 이듬해에는 박영희, 변영로, 노자영, 박종화 등과 함께 동인지 《장미촌》을 창간하였으며, 1929년에는 동인지 《조선시단》을 창간하였다. 한편, 중외일보, 조선일보 기자와 국민대학교 교무처장 등을 지냈다. 저서로는 《자연송》이 있다.